# Més Demi Moore
Més Demi Moore o la portada de Vanity Fair d'agost de 1991 va ser una polèmica fotografia nua de Demi Moore, embarassada de set mesos, presa per Annie Leibovitz per la portada de Vanity Fair de l'agost de 1991 per acompanyar una història de portada sobre Moore.
La portada ha tingut un impacte social que s'ha allargat en el temps. Des que es va publicar la portada, diverses celebritats han posat per a fotografies en etapes avançades de l'embaràs, encara que no necessàriament tan nues com Moore. Aquesta tendència ha posat de moda les fotos d'embaràs i ha creat un negoci a l'alça. La fotografia és una de les portades de revistes més apreciades de tots els temps, i és una de les obres més conegudes d'Annie Leibovitz.
La imatge ha estat parodiada diverses vegades, inclosa la publicitat de Naked Gun33 1⁄3 L'insult final (1994). Això va conduir al cas d'ús just del Segon Circuit de 1998 Leibovitz contra Paramount Pictures Corp. A més de ser parodiats satíricament i popularitzar les fotografies de l'embaràs, també hi va haver reacció. Alguns crítics el van qualificar de grotesc i obscè, i també es va considerar seriosament quan es van legislar i adjudicar per primera vegada els estàndards de decència d'Internet. Altres pensaven que era una declaració artística poderosa.
Durant els dos anys següents, Moore va aparèixer a la portada de Vanity Fair, la primera de les quals va ajudar a impulsar Joanne Gair com a pintora corporal.

## Història
El 1991, Demi Moore era una estrella de cinema de primer nivell casada amb Bruce Willis des del 1987. La parella va tenir el seu primer fill Rumer Willis el 1988 i van contractar tres fotògrafs pel part que tenia una audiència de sis amics. El 1990, va protagonitzar la pel·lícula més taquillera d'aquell any, Ghost, per la qual li van pagar 750.000 dòlars, i va guanyar 2,5 milions de dòlars per la seva actuació de 1991 a The Butcher's Wife i Mortal Thoughts. Després de la fotografia va guanyar 3 milions de dòlars per la seva interpretació de 1992 a A Few Good Men i 5 milions de dòlars cadascun per les interpretacions a Indecent Proposal (1993), Disclosure (1994) i The Scarlet Letter (1995).
Annie Leibovitz va ser la fotògrafa cap de Rolling Stone des de 1973 fins a 1983, any es va traslladar a Vanity Fair. L'any 1991, va realitzar la seva primera exposició, Annie Leibovitz Photographs 1970-1990, mai aconseguida per un fotògraf i que organitza la National Portrait Gallery de Washington, DC, amb un llibre amb el mateix títol. L'exposició va viatjar a la ciutat de Nova York al Centre Internacional de Fotografia per a una projecció que duraria fins a l'1 de desembre de 1991.

## Detalls

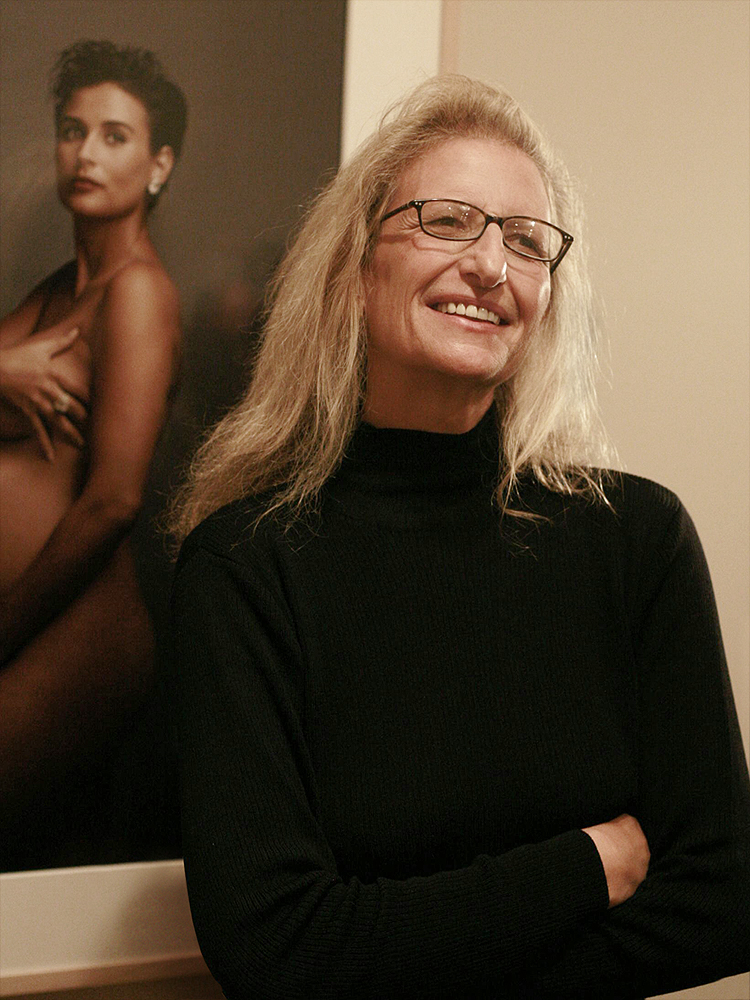
Leibovitz el 2008 davant de la seva foto More Demi Moore

La fotografia va ser una de les diverses que va fer Leibovitz a Moore, de vint-i-vuit anys, aleshores embarassada de set mesos de la segona filla de la parella, Scout LaRue Willis. Les fotografies anaven des de Moore amb roba interior d'encaix i talons alts amb puntes fins a un barnús revelador. La selecció final era de Moore amb només un anell de diamants. Joanne Gair va ser la maquilladora de la sessió. Samuel Irving Newhouse, Jr., president de Conde Nast Publications, va ser molt favorable a la portada malgrat el potencial de pèrdua de vendes. Tina Brown, editora de Vanity Fair, es va adonar ràpidament que hi hauria una dura reacció per la distribució regular de la revista; la revista s'havia d'embolicar en un sobre blanc amb només els ulls de Moore visibles. Algunes edicions tenien un embolcall marró que implicava entremaliadures. Tanmateix, Brown va veure la imatge com una oportunitat per fer una declaració sobre la dècada dels noranta després d'una dècada dominada pels vestits de poder. Aproximadament 100 milions de persones van veure la portada.
L'ús d'un símbol sexual embarassat va ser en cert sentit un intent de combatre les representacions de la cultura pop de l'anatema de la forma femenina incòmoda i grotescament excessiva en una cultura que valora la primesa. El retrat sincer de Leibovitz va obtenir un ampli espectre de respostes de personalitats de televisió, ràdio i diaris i del públic en general, des de queixes d'⁣objectivació sexual fins a celebracions de la fotografia com a símbol d’⁣empoderament. Un dels jutges de Leibovitz v. Paramount Pictures Corp. va declarar que la imatge evocava el Naixement de Venus de Botticelli. La visió retrospectiva d'alguns va ser que la fotografia és “alt art”. La intenció de la fotografia era retratar l'embaràs amb una celebritat d'una manera atrevida i subestimada d'una manera “anti-Hollywood, anti-glitz”. Va tenir èxit en alguns aspectes, ja que molts el van percebre com una declaració de bellesa i orgull. No obstant això, molts es van ofendre i la portada va provocar una polèmica inusualment intensa per a Vanity Fair en forma de noranta-cinc espots de televisió, seixanta-quatre programes de ràdio, 1.500 articles de diaris i una dotzena de dibuixos animats. Algunes botigues i quioscs es van negar a publicar el número d'agost, mentre que d'altres el van amagar a l'embolcall que evocava les revistes porno.
La foto no només es considera una de les més famoses d'Annie Leibovitz, sinó també una representació gairebé mítica. Es considera emblemàtic de la reputació de Si Newhouse per "funcions innovadores i fotos provocadores”. És la primera foto esmentada a la revisió del New York Times de l'exposició Annie Leibovitz: A Photographer's Life, 1990-2005 al Brooklyn Museum i es contrasta amb una altra de les seves fotografies d'embaràs femení (de Melania Trump).
Un any més tard, Moore encara no entenia la polèmica que va provocar que les fotos d'una dona embarassada nua fossin considerades moralment censurables. Moore va declarar que “em vaig sentir glamurosa, bella i més lliure amb el meu cos. No sé quan més orientada a la família podria haver estat”. Va considerar que la portada era una sana “declaració feminista”. El 2007, Moore va declarar que la imatge originalment no estava pensada per a ser publicada. Havia posat en una sessió de fotos personal, no en una sessió de portada. Leibovitz ha tingut sessions fotogràfiques personals de Moore i de totes les seves filles.

### Història de la portada
El relat professional d'un periodista sobre la portada la descriu com a “incansablement llarga”, i la descripció d'un segon periodista és que és un “perfil molt llarg”. L'article parlava del llavors Rumer Willis, ⁣ de tres anys, i del seu marit Bruce Willis. Willis i Moore parlen mútuament a l'article. L'article també passa tres pàgines relatant la seva vida. L'article va dedicar poc temps a la seva següent pel·lícula, The Butcher's Wife, o al nen de qui estava embarassada, Scout Willis.